# Dysplasie métaphysaire
La dysplasie métaphysaire est une anomalie héréditaire de la croissance des os longs qui se traduit radiologiquement par des irrégularités des jonctions entre diaphyse et métaphyse.
Il en résulte une petite taille par brièveté des membres. 
La forme la plus fréquente, liée à une anomalie du collagène de type X, est dominante autosomique (type Schmid). La forme récessive type McKusick liée à une mutation du gène RMRP codant une ribonucléase mitochondriale en 9p13 s’accompagne de troubles des phanères avec une chevelure clairsemée. La dysplasie métaphysaire de type Jansen avec micromélie sévère à transmission autosomique dominante est due à une mutation en 3p22-21.1 sur le gène PTHR1 codant le récepteur de la parathormone. La maladie de Pyle (ou dysplasie métaphysaire familiale) est à transmission récessive autosomique.

## Maladies génétiques où une dysplasie métaphysaire est présente
| Très fréquente : supérieure à 80% des cas |
| ----------------------------------------- |
| Syndrome IMAGe                            |